# Old Potrero
Pour les articles homonymes, voir Potrero.

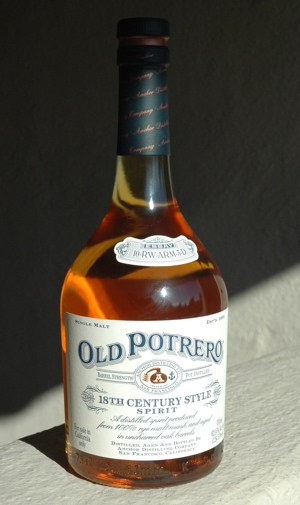
Une bouteille d'Old Potrero dans sa version 18th Century Style.

Old Potrero est un whiskey de seigle single malt distillé par Anchor Brewing Company à San Francisco depuis 1993.

## Historique
Le whiskey Old Potrero provient de la volonté de Fritz Maytag, propriétaire de la microbrasserie san-franciscaine Anchor Brewing Company, de reproduire un whiskey dans la tradition américaine prédatant la Prohibition. Du XVIIIe siècle au début du XXe siècle, la plupart des whiskies nord-américains étaient distillés essentiellement à partir de moût de seigle malté, à l'exception des bourbons, produits quasi exclusivement dans le Kentucky à partir du XIXe siècle.
Après de multiples essais, Fritz Maytag commercialisa les premières bouteilles d'Old Potrero en 1993, et cette eau-de-vie fut le premier whiskey 100 % seigle commercialisé aux États-Unis à partir des années 90.

## Caractéristiques
L'Old Potrero, qui doit son nom au quartier san-franciscain de Potrero Hill où est établie la brasserie-distillerie qui le produit, est distillé dans un alambic de cuivre, puis vieilli en fûts de chêne.
Anchor Distilling Company commercialise plusieurs versions de ce whiskey :
- Old Potrero Straight Rye Whiskey 19th Century Style : vieilli dans des fûts de chêne noircis à la fumée (45°).
- Old Potrero 18th Century Style : vieilli dans des fûts de chêne non noircis, non réduit (62,15°).
- Old Potrero Hotaling's Whiskey : vieilli 11 ans dans des vieux fûts de chêne noircis à la fumée, il s'agit d'une cuvée  commercialisée en 2006 pour commémorer le tremblement de terre de 1906 à San Francisco, et nommée en l'honneur d'un entrepôt de whiskey miraculeusement épargné par le désastre.

Dans sa version 18th Century Style, l'Old Potrero se déguste dilué avec de l'eau ou des glaçons. Il peut se boire sec dans sa version à 45°.